# إدي كاري
إدي كاري (بالإنجليزية: Eddy Curry) مواليد 5 ديسمبر 1982 في هارفي، هو لاعب كرة سلة أمريكي سابق بدأ مسيرته الاحترافية في سنة 2001. يبلغ طوله 8 قدم 9 بوصة (2.7 م). اعتزل اللعب في 2013.

## فرق لعب لها
- شيكاغو بولز
- نيويورك نيكس
- ميامي هيت
- دالاس مافيريكس

## روابط خارجية
- إدي كاري على موقع إن بي أي (الإنجليزية)
- إدي كاري على موقع سبورتس رفرنس (الإنجليزية)
- إدي كاري على موقع كرة السلة الأوروبية.كوم (الإنجليزية)
- إدي كاري على موقع ريلجم (الإنجليزية)
- إدي كاري على موقع بروبوليرز (الإنجليزية)
- إدي كاري على موقع سبورتس رفرنس (الإنجليزية)